# The Elder Scrolls II: Daggerfall
The Elder Scrolls II: Daggerfall – komputerowa gra fabularna rozgrywana z perspektywy pierwszej osoby, wyprodukowana i wydana w 1996 roku przez firmę Bethesda Softworks na platformę MS-DOS. Jest sequelem gry RPG The Elder Scrolls: Arena. Na uwagę zasługuje niezwykle duży świat, którego przejście z jednego końca na drugi zajmuje ponad 2 tygodnie czasu rzeczywistego. Jest on równy obszarowi Wielkiej Brytanii.
W ramach piętnastolecia serii The Elder Scrolls, w 2009 roku została udostępniona wersja do ściągnięcia z Internetu, którą można pobrać i używać za darmo.
Akcja gry toczy się w prowincjach High Rock oraz Hammerfell fikcyjnego kontynentu Tamriel.

## Fabuła
Na rozkaz imperatora Uriela Septima VII bohater wyrusza do stolicy prowincji Wysoka Skała, miasta Daggerfall, z zadaniem zbadania okoliczności, z powodu których duch króla Lysandusa nie może zaznać spokoju i nawiedza nocami ulice miasta. Gracz otrzymuje także dodatkowe, z pozoru mniej ważne, zadanie odnalezienia listu od cesarza Uriela do żony Lysandusa, królowej Daggerfall. Jednak nie wszystko idzie zgodnie z planem. W czasie podróży statkiem, u wybrzeży Wysokiej Skały rozpętuje się potężna burza i okręt zostaje zniszczony. Bohaterowi udaje się jednak dopłynąć do brzegu. Budzi się w dużej jaskini. Pierwszym zadaniem jest wydostanie się z niej.